# Бор, Модеста
Модеста Бор (исп. Modesta Bor; 15 июня 1926, Хуан Гриего (остров Маргарита) — 7 апреля 1998, Мерида) — венесуэльская композитор, музыкальный педагог.

## Биография
Родилась в Хуан Гриего. Училась в Каракасе у Елены Аррарте, Хуана Баутиста Пласа, Антонио Эстевеса, Марии де Лурдес Ротундо и Висенте Эмилио Сохо, получив диплом по композиции в 1959 году. Продолжила обучение в СССР, в Московской консерватории им. П. И. Чайковского у Арама Хачатуряна.
В 1960 году выиграла свою первую Национальную музыкальную премию с сонатой для скрипки и фортепиано.
После завершения учёбы вернулась в Венесуэлу, чтобы работать композитором, учителем и руководителем хора, став заведующей музыкальным факультетом Департамента культуры Центрального университета Венесуэлы. Она также работала директором отдела музыковедения Фольклорных исследований Национальной службы.
Умерла в Мериде.

## Произведения
Бор сочинила для оркестра, камерного ансамбля, фортепиано и вокала, написала более 95 хоровых произведений для смешанного и 130 для равноголосного хора. Избранные работы включают:
- Children’s Suite Детский люкс
- Canción de cuna para dormir un negrito (в Tríptico sobre poesía cubana, для голоса и фортепиано) (Текст: Николя Гийен)
- Coplas venezolanas (на Segundo cico de romanzas y canciones, для контральто и фортепиано) (Текст: Андрес Элой Бланко Меньо)
- Guitarra Гитарра (в Tríptico sobre poesía cubana для голоса и фортепиано) (Текст: Николя Гийен)
- Nocturno en los muellas (в Tríptico sobre poesía cubana для голоса и фортепиано) (Текст: Николя Гильен)
- Pregón (в Segundo ciclo de romanzas y canciones для контральто и фортепиано) (Текст: Андрес Элой Бланко Меньо)
- Si el silncio fuera mío (в Segundo ciclo de romanzas y canciones для контральго и фортепиано) (Текст: Андрес Элой Бланко Меньо)
- Suspiro cuando te miro (в Segundo ciclo de romanzas y canciones для контральто и фортепиано) (Текст: Andrés Eloy Blanco Meaño)[3]